# Переда, Хосе Мария де
Хосе́ Мари́я де Пере́да (исп. José María de Pereda) —  испанский писатель, один из виднейших представителей регионалистской литературы в Испании второй половины XIX века.

## Биография
Хосе Мария де Переда родился 6 февраля 1833 года в Поланко в обедневшей дворянской семье. В 1852 году поступил учиться в артиллерийское училище в Мадриде, но спустя три года бросил его и вернулся домой.
После низвержения королевы Изабеллы II в 1868 году, стал ярым противником революции. В 1871 году Переда был избран депутатом от  карлистов.
В 1897 году Хосе Мария де Переда был принят в  Королевскую академию Испании, в которой годом ранее, специально ради писателя, изменили пункт устава, требовавшего от кандидата обязательного проживания в столице.
Умер писатель 1 марта 1906 года в Сантандере.

## Литературная деятельность
После возвращения из училища, Хосе Мария де Переда начал писать статьи для журнала La Abeja montañesa, а также для местной ежедневной газеты El Tío Cayetín. Первый сборник рассказов Переда опубликовал в 1864 году под названием «Горные эскизы» (исп. Escenas montañesas), в которых описывал жизнь жителей родного края (Бесайи), показав трудные условия крестьянского быта, нищету и голод. Антонио де Труэба, написавший предисловие к первому изданию, отмечал пессимизм рассказов Переда, акцентирование внимания на самых неприглядных сторонах человеческой жизни. Вышедший в 1871 году второй сборник рассказов «Типы и пейзажи» (исп. Tipos y paisajes), навеян теми же мотивами — тоской по патриархальному прошлому и мрачной необратимостью буржуазных перемен.
В 1871 году Хосе Мария де Переда опубликовал сборник «Этюды темперой» (исп. Bocetos al temple), состоящий из трёх повестей: «Жена Цезаря», «Порядочные люди» и «Золото побеждает», в последней повествуется о горьком политическом опыте самого Переда.

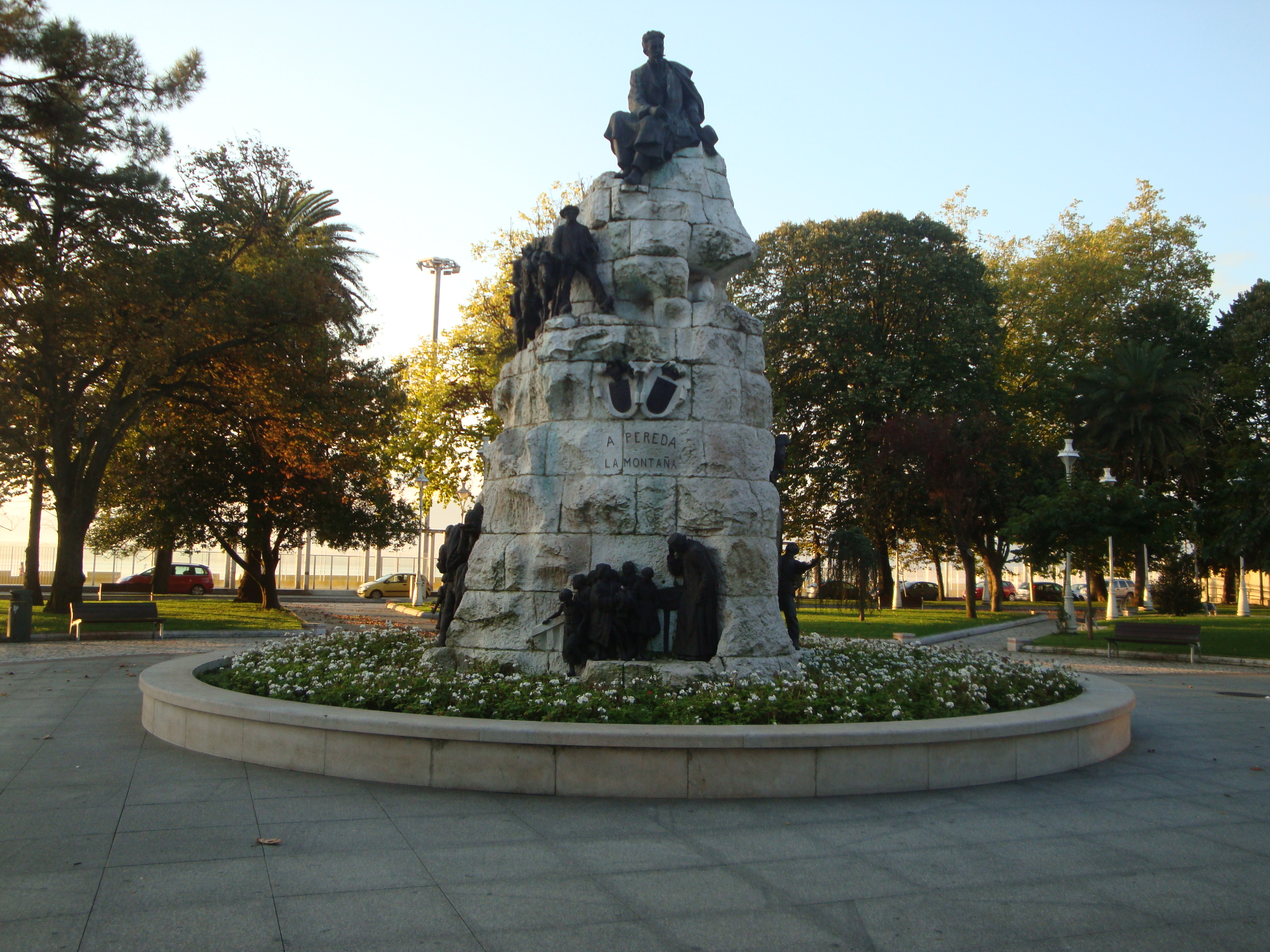
Памятник Хосе Мария де Переду в Сантандере

В 1878 году выходит роман «Бык на свободе» (исп. El Buey suelto), задуманный как ответ на «Мелкие невзгоды супружеской жизни» О. Бальзака, а в 1880 роман «Каково дерево, такова и палка» (исп. De Tal palo tal astilla), как ответ Пересу Гальдоса.
В романе «Дон Гонсало Гонсалес де ла Гонсалера» (исп. Don Gonzalo González de la Gonzalera), вышедшем в 1879 году, Переда высмеивает идеи революции, стараясь показать как богачи умело используют идеи либерализма для продвижения своих личных, корыстных целей.
Поздний этап творчества Хосе Мария де Переда характеризуется такими произведениями, как «Сотилеса», романа повествующего о жизни простой рыбачки Сильды; «На горных вершинах», о нашедшем в глубинке счастье столичном жителе-нуворише; «Вкус землицы».